# 特殊D端子
特殊D端子（とくしゅディーたんし）は、映像機器のアナログ映像信号を伝送するために規格された日本独自の接続端子である。

## 概要
従来のコンポーネント端子やD端子ではビデオカメラのアナログコンポーネント映像信号を出力する用途としてはサイズ上、適さないために代用として開発された。
機器側はメス、ケーブル側コネクタはオスである。